# Ерлік
Ерлі́к (монг. Ерлег; Ер-Ка́ан (південно-алт. Ер-Каан), Ірлі́к(-хан) (хак. Ірлік)) — в тюркській і монгольській міфології владика підземного світу, вищий правитель царства мертвих. 
Ерлік більш поширений, ніж Ульгень, бо він наявний у віруваннях майже всіх тюрко-монгольських народів, як шаманістів, так і ламаїстів. Ім'я Ерлік зустрічається в древньотюркських рунічних пам'ятках. Вважається, що це ім'я походить від староуйгурського уявлення про Ерлік-кагана — господаря пекла.

## Ерлік у міфології алтайців
За уявленнями камів (шаманів), в Ерліка чорне, густе, кучеряве волосся, що спускається на плечі, великі чорні вуса, які він закладає за вуха, довга, аж до колін, борода. Одягається він у сім ведмежих шкур, спить на семи чорних бобрах. Його меч зроблений із зеленого заліза, а чаша з людського черепа. Їздовою твариною Ерліка є могутній чорний бик, якого він підганяє місяцеподібною сокирою замість батога.
Підземний світ Ерліка знаходиться на заході й починається із земної щілини, яка є входом у нього. За деякими уявленнями цей світ складається з дев'яти шарів або ярусів, на яких живуть сини Ерліка. Алтайці шанують усіх його синів, знають їхні імена та приносять їм жертвопринесення. У нижньому світі теж є сонце і місяць, але вони світять тьмяно, тому там панує вічна напівтемрява. Біля входу в нижній світ є чорний пеньок, котел із киплячою водою. Є там великі болота, озеро, наповнене сльозами людей, червоне озеро, яке утворилося з крові убитих або тих, хто випадково смертельно порізався, а також самогубців. Далі — бездонне чорне озеро з мостом з однієї кінської волосини. За чорним озером розташована ділянка померлих предків. Після неї в підземному світі мешкають дочки Темір-кана, першого сина Ерліка. Сам Темір-кан живе там само у великій юрті, поруч з якою стоїть конов'язь.
Живе Ерлік в палаці з чорного бруду чи синього (або чорного) заліза на березі річки Тойбодим із людських сліз, через яку перекинуто міст з однієї кінської волосини. Його стережуть чудовиська — дютпа. Біля палацу стоять вартові — слуги Ерліка (ельче) з багром (кармак).
Ерлік такий же сильний як Ульгень, він приймає не менш жваву участь у творенні світу, ніж Кудай (Ульгень). У шаманських закликах до Ерліка звертаються як до батька «адам Ерлік». Від Ерліка люди отримують неоціненний дар — мистецтво проникнення в інші світи. Перший кхам прийняв свій дар і бубен (тунур) від Ерліка.

## Ерлік в міфології хакасів
Хакаси вважали, що Ірлік-хан має огидну зовнішність. Відстань між очима — чверть (18 см), відстань між вухами — сажень (2.13 м), голова завбільшки з коло димового отвору юрти, лоб завбільшки з дно казана. Він має велику чорну бороду, що звисає аж до попереку. Їздить на чорному аргамакові, тримаючи в руках батіг у вигляді чорної змії.
Ім'я Ірлік-хана як божества злої сили, зустрічається вже в киргизьких рунічних написах у формі «Еркліг» (могутній). Хакаси алегорично називали його «Чир Худаї», тобто бог Землі, а шамани його величають «Адам хан» — тобто Великий Батько. У міфології мешкає на сьомому (за деякими джерелами — дев'ятому) шарі («таме») підземного світу. Палацом Ірлік-хана є семикутна мідна юрта, що стоїть у гирлі семи морів (деколи — дев'яти), на березі Вогненного й Отруєного морів («От Талайнанг Оо Талай»). Подих теплого легкого вітерця («тан») хакаси сприймали як подих підземного божества Ірлік-хана. Він із підлості намагається нашкодити людям. Під час подиху теплого вітру (тан) заборонялося дихати відкритим ротом. Якщо його вдихнути, то людину уразить параліч. Тому параліч по-хакаськи називається «тан Сапхан» — буквально, удар вітру. З якого боку обдує Ірлік-хан, та сторона й буде паралізована.
Ерлік разом із Кудаєм брав участь у творенні землі. Він опустився під воду й дістав звідти мул, з якого Кудаєм була створена земля. Однак він приховав залишок мулу в роті, а потім вивергнув його на рівну поверхню, створену Ульгенем. У результаті на землі з'явилися гори, сопки та болота. На думку Ульгеня, цим він зіпсував ідеально гладку поверхню землі.
Ерлік попросив на деякий час у Кудая місяць і сонце та не захотів повертати, тому Кудай, схопивши місяць і сонце, швидко піднявся й прибив їх до синього неба.
Ерлік приманив їжею собаку, що охороняла людину, створену Ульгенем, проник до неї та вдихнув у неї душу. При цьому він зіпсував створену Кудаєм людину, тому вона обросла шерстю, через що Кудаю довелося чистити й навіть голити людину.
За це Ульгень скинув Ерліка з небес на землю. Він послав свого батира Мангдишире, який боровся з Ерліком і переміг його. Після битви з Мангдишире Ерлік просив в Ульгеня отримати хоч трохи землі, але той відмовив. Урешті-решт, Ерлік попросив дати йому тільки стільки землі, щоб він міг встромити свій посох, на що Ульгень (Кудай) погодився. Ерлік встромив свій посох в землю й звідти виповзли всякі гади, ворожі людині, та хвороби. Тоді Ульгень скинув його під землю, а разом з ним і його слуг, які, стали тєткерами, духами, що шкодять людині на землі. Постійними слугами Ерліка були кермеси, душі померлих людей і шаманів.
Ерлік створив звірів: ведмедя, борсука, крота, верблюда, свиню, корову. Створив батирів Керей-кана й Караша. Підбурював перших людей до порушення заборони Ульгеня (Кудая) їсти плоди з дерева.
Ерлік постійно змагався з Ульгенем. Найвідоміше змагання — з чиєї чашки виросте квітка, той і стане творцем. Квітка виросла з чашки Ерліка, але Ульгень викрав її, замінивши чашки.

## У художній літературі
Ерлік згадується в повісті (поемі) «Каан-Кереде» (1926) радянського фантаста Вівіана Ітина, де описується камлання Ерліку:
«Дивіться, ви бачите тут [на бубні шамана] хрест — древній символ свастики — а ім'я Ерлік, Ерхе, може бути, переплітається з ім'ям Христа. [...] Ерлік і Ульген сперечалися, кому творити світ. Вони поставили перед собою дві чашки з молоком і заплющили очі: в чиїй чашці розквітне квітка, тому і творити. Хитрий Ульгень знав, що не здолає могутнього бога. Він розплющив очі; з чашки Ерліка піднімалася квітка з пелюстками райдужних кольорів. Ульген схопив квітку і кинув у свою чашку ... Земля, створена Ульгенем, була плоскою, як киргизький степ. Світ цей був такий нудний, що Ерлік не витримав. Він створив Алтай і інші гори, диких звірів і гадів. Люди, найбеззахисніші серед усіх живих, стали жалюгідною здобиччю нових прибульців. Тоді Ерлік вдихнув у людей душу й наділив їх мудрістю. З тих пір людина носить в собі два ворожих почала: смертне тіло належить небожителю Ульгеню, безсмертна душа — Ерліку. Коли людина вмирає, його душа повертається до творця Ерліка».

## В образотворчому мистецтві
Малюнок Григорія Чорос-Гуркіна «Боос Ерлік» (1935).

## У науці
Ім'я Ерлік використано для найменування ерлікозавра, знайденого в Умнегові.